# 경주 임씨
경주 임씨(慶州 林氏)는 경상북도 경주시를 본관으로 하는 한국의 성씨이다. 시조는 조선에서 판관을 지낸 임계정(林繼貞)이다.

## 참고 자료
- 《경주임씨세보》(慶州林氏世譜)
- “경주임씨(慶州林氏)”. 뿌리를 찾아서.[깨진 링크(과거 내용 찾기)]